# Sandkamp

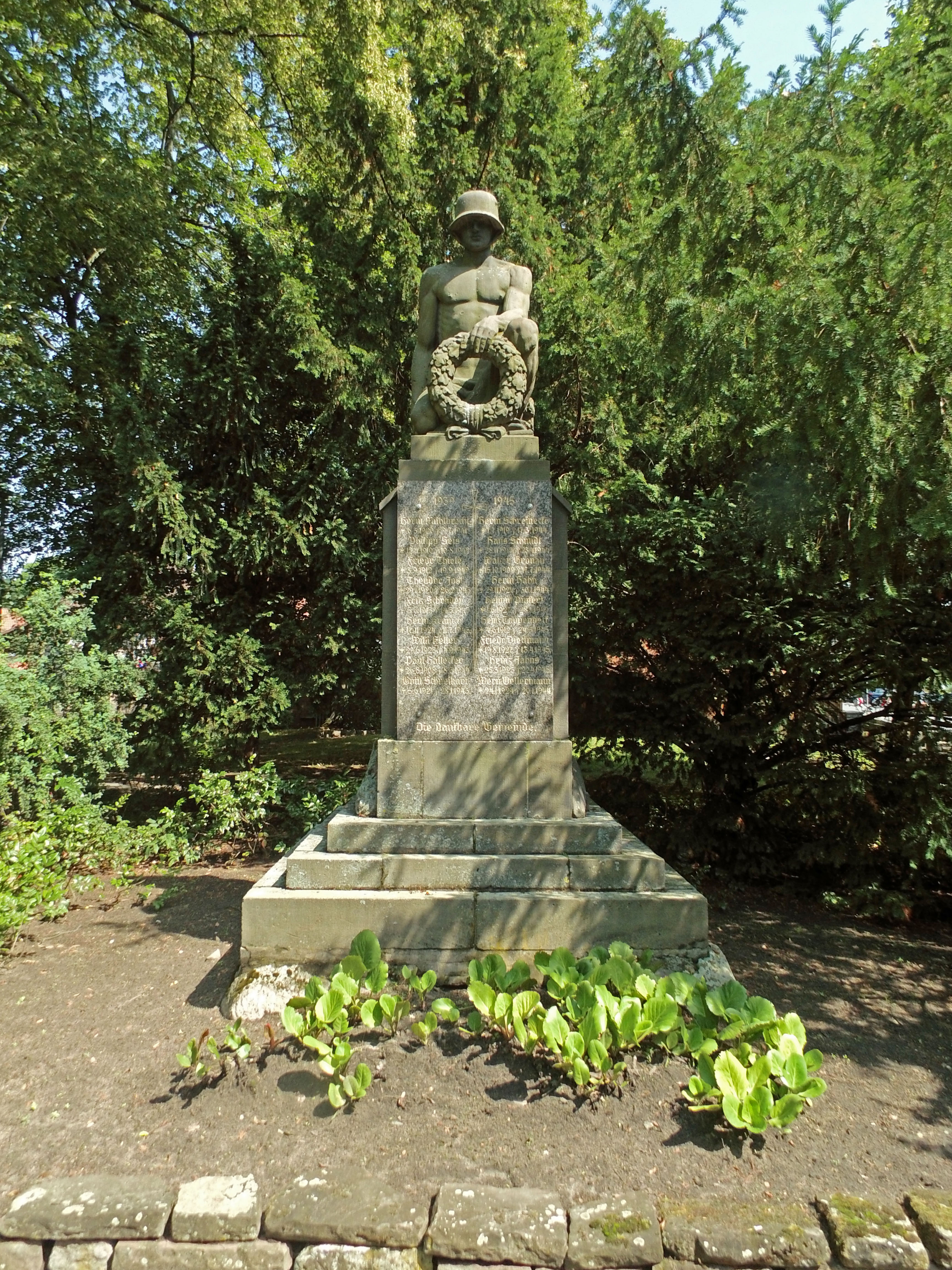
Kriegerdenkmal

Sandkamp ist ein Stadtteil nahe der Stadtmitte von Wolfsburg. Sandkamp wird im Norden und Osten vom Volkswagenwerk, im Süden vom Mittellandkanal und im Westen von der A 39 eingerahmt.

## Geschichte
Der Rundling Sandkamp wird urkundlich erstmals 1489 erwähnt.
Im Laufe der Jahrhunderte gehörte Sandkamp territorial zum Herzogtum Braunschweig-Lüneburg, zum Kurfürstentum Hannover bzw. Königreich Hannover und infolge des Deutschen Krieges als Teil der Provinz Hannover zum Königreich Preußen.
Auf kommunaler Ebene gehörte Sandkamp nach dem Zweiten Weltkrieg zum Landkreis Gifhorn. Am 1. Juli 1972 wurde Sandkamp, das aus dem Landkreis Gifhorn stammt, gemäß dem Wolfsburg-Gesetz in die Stadt Wolfsburg eingegliedert.

## Politik
Sandkamp bildet gemeinsam mit dem Stadtteil Kästorf die Ortschaft Kästorf-Sandkamp, die durch einen Ortsrat vertreten wird. Ortsbürgermeister ist Francescantonio Garippo (SPD).

## Wappen
Das Wappen von Sandkamp gedenkt eines landschaftlichen Wahrzeichens, des Lindenbergs im Ort. Die Farben Blau-Gelb erinnern an die jahrhundertelange Zugehörigkeit zu den welfischen Landen des lüneburgischen Anteils.
Der Gemeinderat der damals noch selbstständigen Gemeinde beschloss das Wappen am 28. August 1970, und der lüneburgische Regierungspräsident genehmigte es am 16. September desselben Jahres.
Heraldische Beschreibung: In Blau auf goldenem (gelbem) Hügel eine goldene (gelbe) Linde. Sandkamp führt sein Wappen auch in einer Flagge (Hängeflagge), die aus drei Bahnen Blau-Gelb-Blau im Breitenverhältnis 1:2:1 besteht und das Wappen auf der breiten Mittelbahn trägt. Sie wurde zugleich mit dem Wappen beschlossen und genehmigt.

## Kultur und Sehenswürdigkeiten

### Kunst im Stadtbild
Menschengruppe von Branko Ruzic (Zagreb) – Im Hagen/Stellfelder Straße.

## Wirtschaft und Infrastruktur

### Unternehmen
Westlich von Sandkamp befindet sich die Firma Sitech die ein Zulieferer und auch vollständige Tochtergesellschaft der Volkswagen AG ist. Auch die Schnellecke Group AG & Co. KG ist dort angesiedelt.
Ebenfalls westlich verläuft die Bundesautobahn 39 mit der AS Sandkamp.

### Öffentliche Einrichtungen
Sandkamp verfügt über einen Friedhof. Die Friedhofskapelle mit ihrem kreuzbekrönten Dachreiter wurde 1958/59 erbaut. 2001 wurde die Kapelle erweitert und um einen freistehenden Glockenturm, in dem eine Glocke hängt, ergänzt.

### Sport
Der Sandkämper Sportverein ist der SV Sandkamp, der in den Sparten Fußball, Gymnastik, Radsport, Seniorengymnastik, Tennis und Tischtennis aktiv ist. Dem am 21. Mai 1921 gründeten Verein gehören heute (2022) rund 400 Mitglieder an, also rechnerisch über 60 % der Sandkämper Bevölkerung.
Das Hallenbad Sandkamp befindet sich in der Stellfelder Straße.

### Bildung
- DRK-Kindertagesstätte Sandkamp